# Savran
Savran (em ucraniano: Саврань) é uma cidade da Ucrânia, localizada no Óblast de Odessa, no sudoeste do país. Possui 6.837 habitantes (2001) e situa-se 26 quilômetros a nordeste de Balta.
É a terra natal da escritora brasileira Elisa Lispector, irmã mais velha de Clarice Lispector.